# Черничанка
Чернича́нка (бел. Чарнічанка) — река в Белоруссии, левый приток Лучосы. Протекает в Бешенковичском и Витебском районах Витебской области. Длина 32 км. Водосбор 182 км².
Река вытекает из небольшого озера Черница у деревни Латыгово Бешенковичского района в 27 км к юго-западу от центра Витебска. Вскоре после истока перетекает в Витебский район, по которому преодолевает большую часть течения. Генеральное направление течения — восток, в низовьях поворачивает на юго-восток.
Основное течение проходит по Лучосской низине. В среднем течении река протекает через озеро Скрыдлево. Долина преимущественно трапециевидная, в верхнем течении невыразительная. Пойма узкая, чередуется по берегам, на отдельных участках отсутствует. Русло извилистое, в среднем течении на протяжении 9,1 км (1,8 км выше и 7,3 км ниже от озера Скрыдлево) канализировано.
Именованных притоков не имеет. Протекает деревни Скрыдлево, Лядище, Большая Черница, Ляденки.
Впадает в Лучосу у деревни Савченки.